# L'eterno conflitto
L'eterno conflitto (Éternel conflit) è un film drammatico francese del 1948 diretto da Georges Lampin, con protagonisti Fernand Ledoux, Annabella e Michel Auclair.

## Trama
Louis Janvier, un insegnante disilluso e amareggiato, decide di abbandonare la sua vita monotona per unirsi a un circo come clown. Nel nuovo ambiente, incontra Florence, detta "Lili", un'acrobata affascinante coinvolta in relazioni complicate con due uomini: Edmond Chardeuil, un uomo sposato e benestante, e Antonio, un giovane attraente ma indolente. Janvier si affeziona a Lili e si impegna a restituirle la dignità perduta.